# BTJunkie
BTJunkie foi um dos grandes sítios de torrent existentes na internet. Foi fechado em 5 de fevereiro de 2012.